# Kleinohrigel
Die Kleinohrigel (Erinaceus) sind eine Gattung aus der Familie der Igel (Erinaceidae). Sie umfasst neben den beiden in Mitteleuropa lebenden Arten Braunbrustigel und Nördlicher Weißbrustigel noch den in Vorderasien lebenden Südlichen Weißbrustigel sowie den in Ostasien lebenden Chinesischen Igel.

## Beschreibung
Kleinohrigel erreichen eine Kopfrumpflänge von 14 bis 30 Zentimeter und ein Gewicht von 0,4 bis 1,1 Kilogramm. Ihr Körper ist an der Oberseite mit Stacheln bedeckt, die Unterseite ist mit gelbbraunem Fell bedeckt. 

## Lebensweise
Diese Tiere leben in lichten Wäldern, im Buschland, auf Wiesen oder auch in der Nähe des Menschen. Sie sind nachtaktive Einzelgänger, die sich von Würmern, Insekten und kleinen Wirbeltieren ernähren.

## Systematik
Es werden vier Arten unterschieden:
- Braunbrustigel (Erinaceus europaeus)
- Südlicher Weißbrustigel (Erinaceus concolor)
- Nördlicher Weißbrustigel (Erinaceus roumanicus, früher Erinaceus concolor roumanicus)
- Chinesischer Igel (Erinaceus amurensis)